# Doncourt-lès-Longuyon
Doncourt-lès-Longuyon ist eine französische Gemeinde mit 294 Einwohnern (Stand 1. Januar 2022) im Département Meurthe-et-Moselle in der Region Grand Est (bis 2015 Lothringen). Sie gehört zum Arrondissement Val-de-Briey und ist Mitglied im Gemeindeverband Communauté de communes Terre Lorraine du Longuyonnais. Die Bewohner werden Doncourtois und Doncourtoises genannt.

## Geografie
Doncourt-lès-Longuyon liegt im Norden des Départements, etwa 27 nordwestlich von Val de Briey.
Umgeben wird Doncourt-lès-Longuyon von den vier Nachbargemeinden:
|           | Ugny                                        |          |
| Beuveille | Kompassrose, die auf Nachbargemeinden zeigt | Baslieux |
|           | Pierrepont                                  |          |

## Geschichte
Das Dorf gehörte zum ehemaligen Herzogtum Bar.

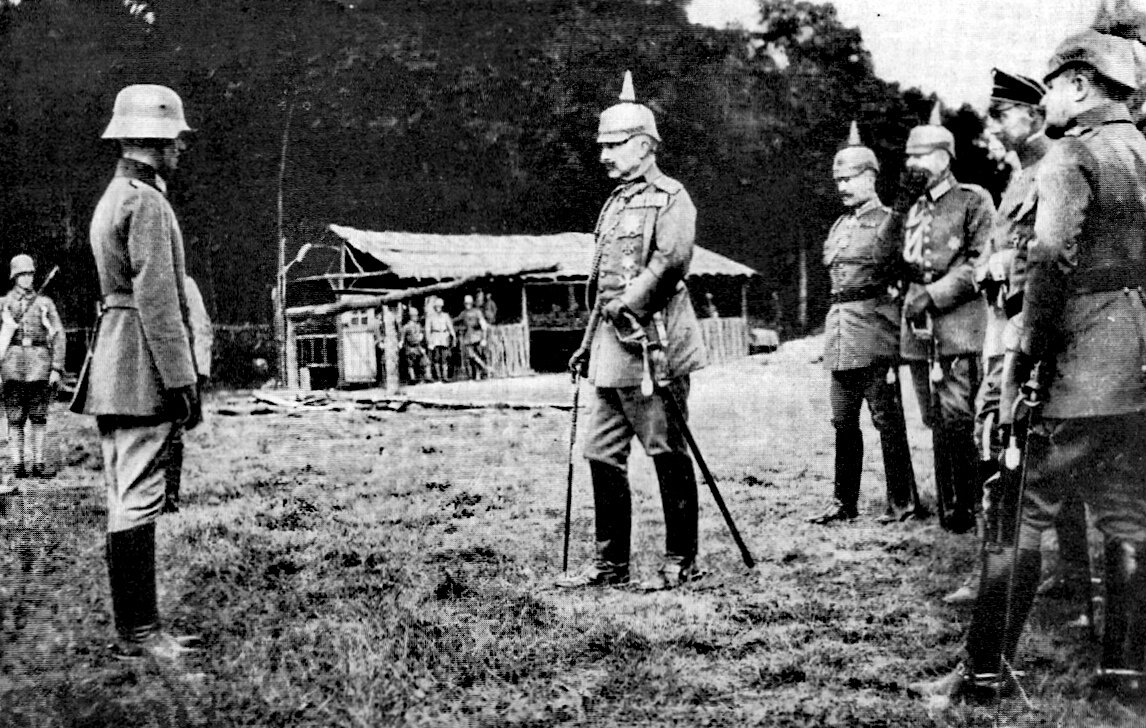
Besuch des Kaisers am 14. August 1916

Während des Ersten Weltkriegs waren von 1915 bis 1918 in Pierrepont das Lazarett und der Friedhof, in Ugny die Artillerie und in Beuveille die Infanteristenquartiere des Rohrschen Sturm- und Lehr-Bataillons, im Wald von Doncourt befand sich der Übungsplatz.
Kaiser Wilhelm II. war am 14. August 1916 Gast auf den Übungsplatz von Rohrs Bataillon.

### Bevölkerungsentwicklung
| Jahr      | 1962 | 1968 | 1975 | 1982 | 1990 | 1999 | 2009 | 2019 |
| Einwohner | 232  | 325  | 339  | 302  | 241  | 239  | 284  | 290  |

## Sehenswürdigkeiten
- Pfarrkirche Saint Jacques le Majeur von 1752, zerstört im Ersten Weltkrieg und 1924 wiedererrichtet (Ausstattungsteile als Monuments historiques geschützt)
- Kapelle Notre-Dame-de-la-Salette, errichtet Mitte des 19. Jahrhunderts
- Nationale Nekropole Le Bois de Tappe, Beinhaus, in dem 95 französische Soldaten ruhen, die während der Schlachten im August 1914 gefallen sind

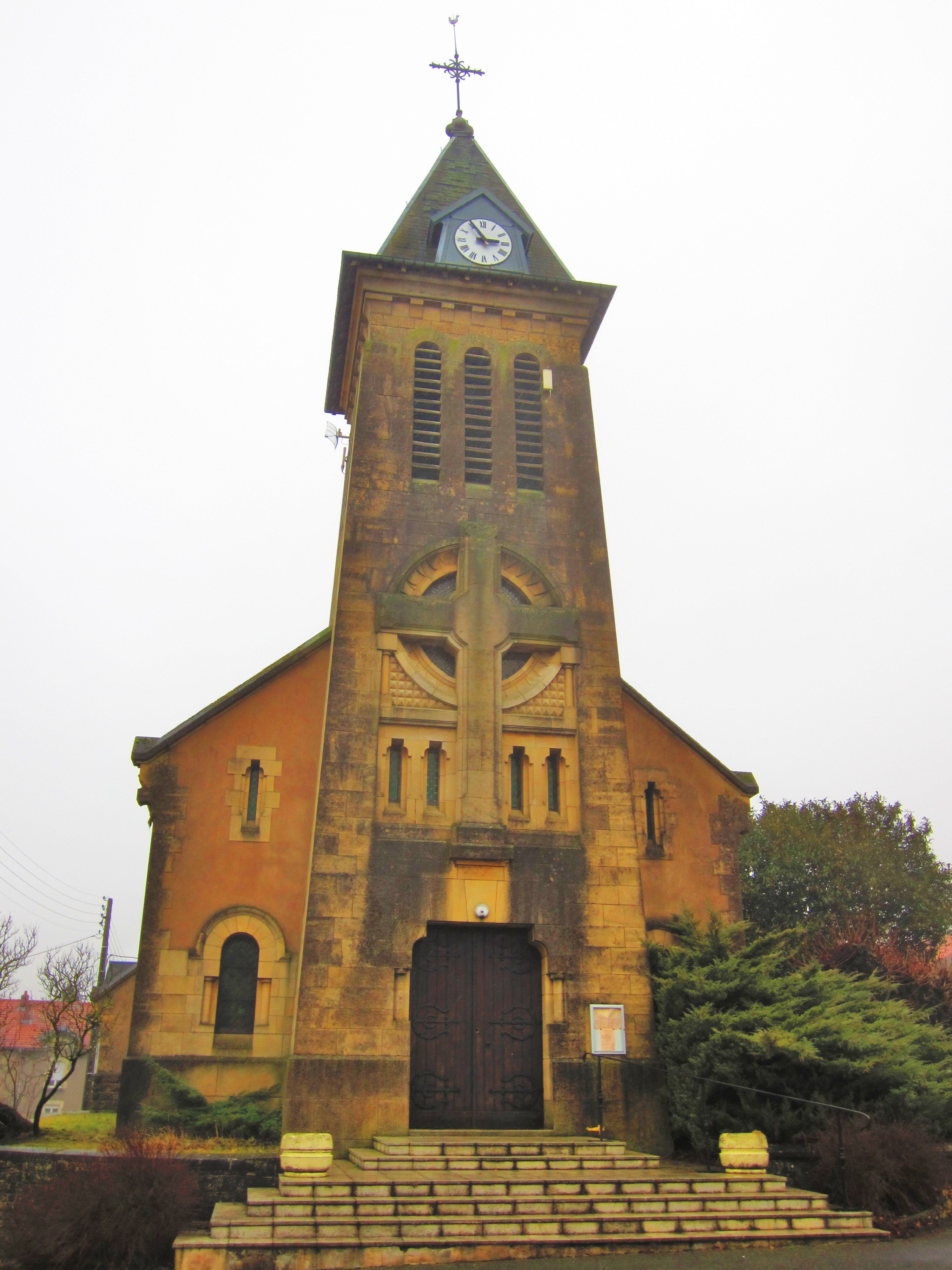
Pfarrkirche Saint Jacques le Majeur
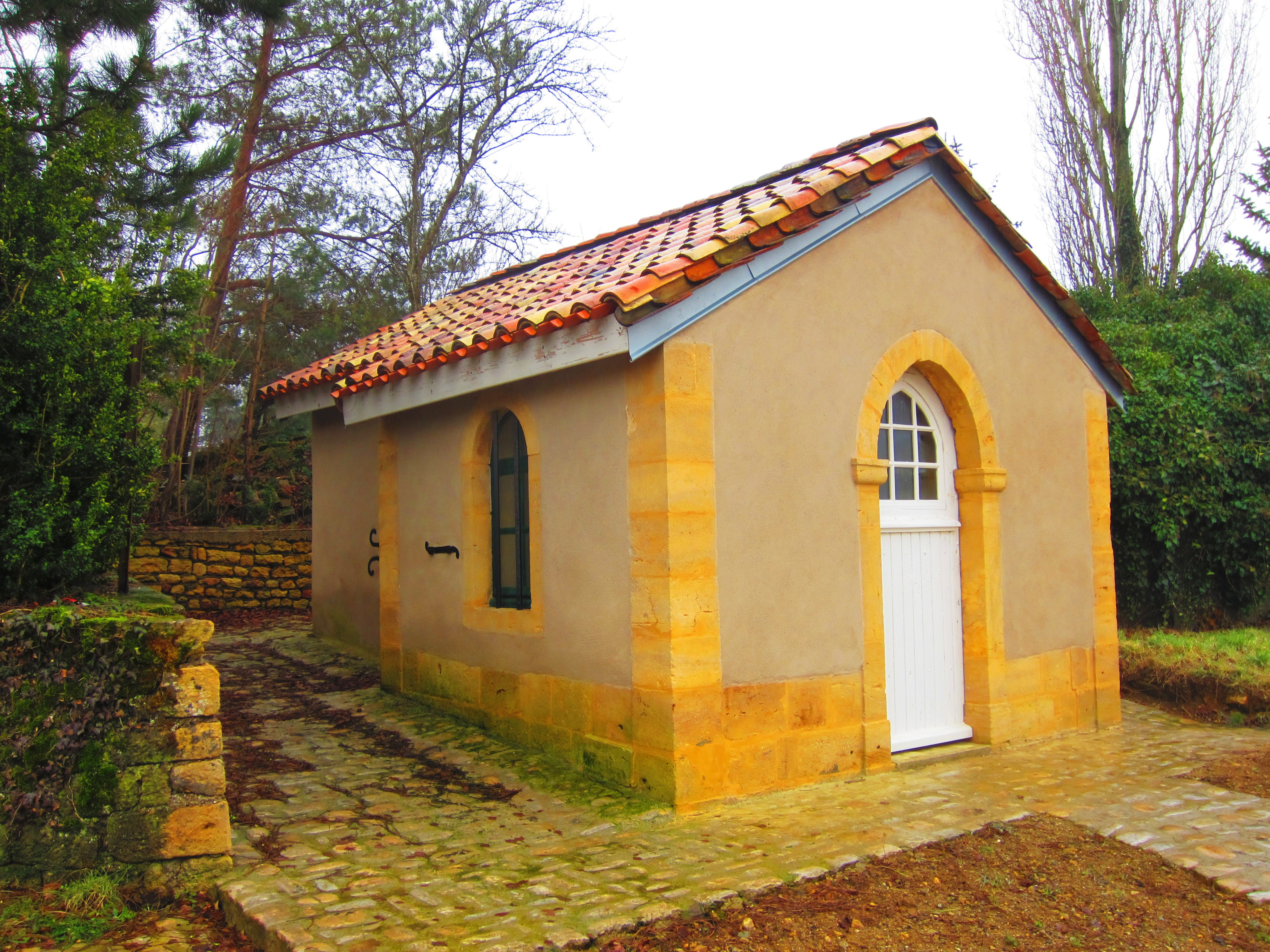
Kapelle Notre-Dame-de-la-Salette
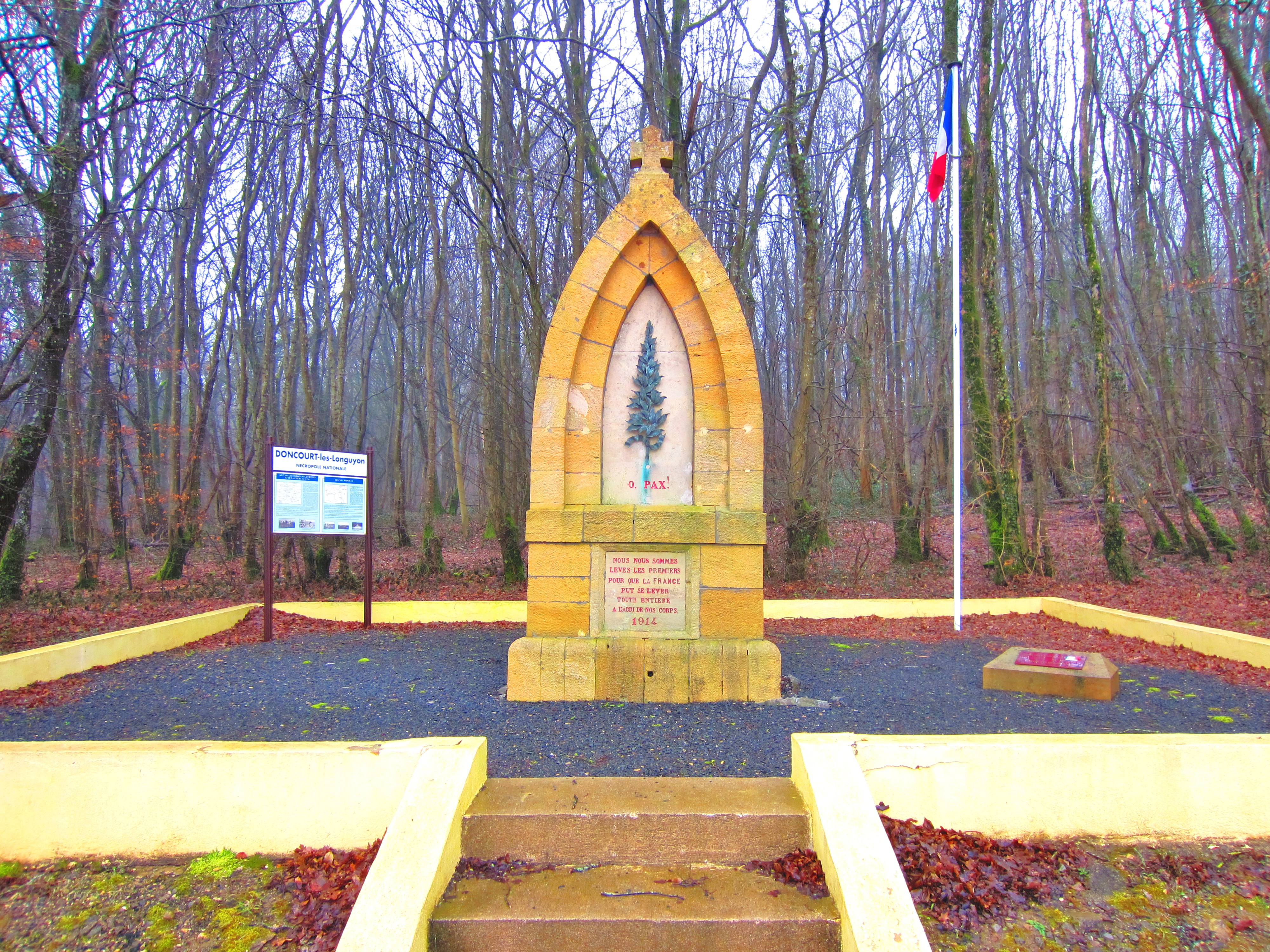
Nationale Nekropole Le Bois de Tappe